# Clifton Beach
Clifton Beach – miasto w Australii, w południowej części Tasmanii.